# 1311 en Angleterre
Chronologie de l'Angleterre
- 1307
- 1308
- 1309
- 1310
- 1311
- 1312
- 1313
- 1314
- 1315

Cette page concerne l'année 1311 du calendrier julien.

## Naissances en 1311
- 3 avril : Marguerite de Bohun, comtesse de Devon

## Décès en 1311
- 5 février : Henry de Lacy, 3e comte de Lincoln
- 3 mars : Antony Bek, évêque de Durham
- 18 mai : Ralph de Hengham, juge
- 31 juillet : Roger Lestrange, chevalier
- Date inconnue : 
  - Aliénor de Winchester, princesse royale
  - John Ap-Adam, 1er baron Ap-Adam
  - Nicholas Carew, seigneur
  - John Lestrange, 2e baron Strange de Knockin
  - William Russell, chevalier